# Furacão Guillermo (1997)
O furacão Guillermo foi o nono furacão de maior intensidade alguma vez registrado no Pacífico, atingindo ventos máximos de 260 km/h e uma pressão barométrica de 919 milibares. Formado a partir de uma onda tropical em 30 de julho de 1997, cerca de 555 km ao sul de Salina Cruz, no México, o fenômeno seguiu uma trajetória sobre o oceano em sentido oeste-noroeste enquanto ganhava força. Alcançou o status de furacão em 1º de agosto e no dia seguinte sofreu uma nova e rápida intensificação. No final deste processo, a tempestade atingiu o seu pico de intensidade como um poderoso furacão de categoria 5, a mais elevada na escala de Saffir-Simpson.
O fenômeno começou a se enfraquecer durante a tarde de 5 de agosto, e três dias depois foi rebaixado a tempestade tropical pelos especialistas do Centro Nacional de Furacões dos Estados Unidos. Após cruzar a longitude 140º oeste, entrando assim na área de responsabilidade do Centro de Furacões do Pacífico Central, Guillermo perdeu ainda mais força. Assumiu status de depressão tropical, mas logo voltou a ser classificado como tempestade tropical. Em 15 de agosto, o sistema atingiu a latitude incomumente elevada de 41,8°N antes de fazer a transição para um ciclone extratropical. Seus remanescentes persistiram por mais de uma semana e seguiram caminho para o nordeste, e depois sul e leste, antes de serem absorvidos por um sistema extratropical maior na costa da Califórnia, em 24 de agosto.
Apesar de sua longa trajetória, Guillermo nunca ameaçou qualquer região continental e por isso provocou poucos danos materiais. No entanto, devido à sua intensidade extrema, produziu grandes ondas através do Oceano Pacífico, afetando áreas litorâneas no México e no Havaí. Na costa oeste da América do Norte, três pessoas morreram afogadas devido às ressacas e ondas de mais de dois metros de altura; uma na Califórnia e duas no estado mexicano da Baixa Califórnia. Na época, Guillermo foi o segundo mais forte furacão do Pacífico já registrado, no entanto, foi superado posteriormente por outras sete tempestades, incluindo o furacão Linda naquela mesma temporada. Apesar das mortes, o fenômeno não foi considerado destrutivo o suficiente para justificar a retirada do nome "Guillermo" dentre os possíveis termos para batizar ciclones tropicais.

## História meteorológica

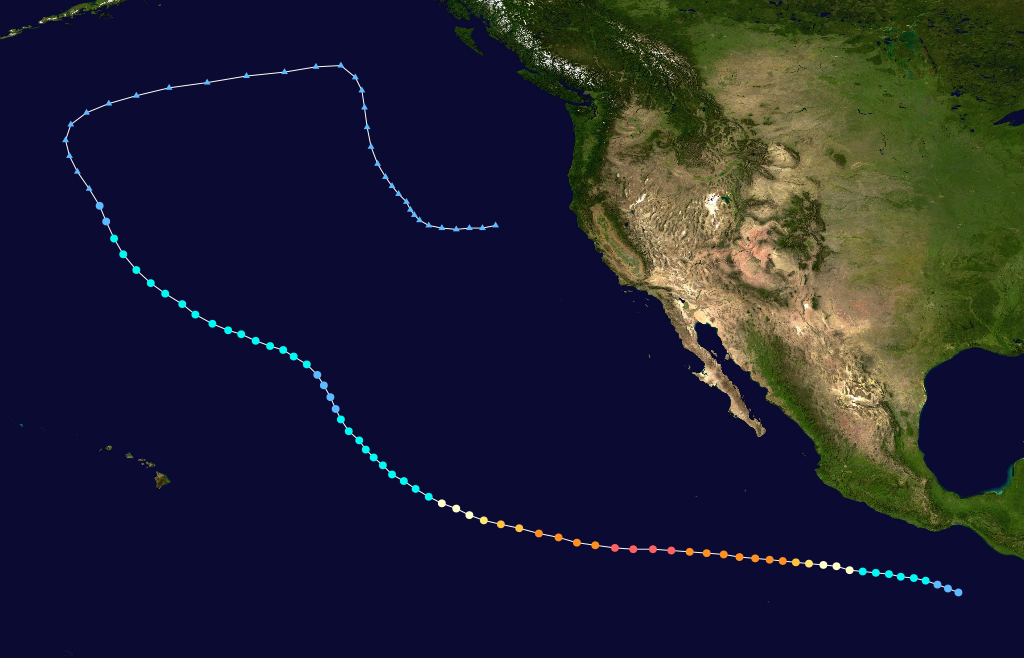
Guillermo fez um longo trajeto sobre as águas do Pacífico.

O furacão Guillermo se formou a partir de uma onda tropical que se afastou da costa oeste da África em 16 de julho de 1997. Inicialmente fraco e desorganizado, o sistema se moveu em direção ao continente americano, sobre o Oceano Atlântico, durante várias semanas. O Centro Nacional de Furacões dos Estados Unidos (em inglês: National Hurricane Center, NHC) afirmou que teve dificuldades para monitorar o fenômeno enquanto este percorria o Caribe, no entanto, os especialistas chegaram à conclusão, através de dados de satélite, que a onda cruzou a América Central e entrou no Oceano Pacífico entre os dias 27 e 28 de julho daquele ano. Uma vez no Pacífico, começaram a se formar áreas de convecção e de atividade de tempestade. Além disso, um sistema de baixa pressão desenvolveu-se no interior do fenômeno em 29 de julho. No dia seguinte, já estava organizado o suficiente para o NHC classificá-lo como "depressão tropical Nove-E"; neste momento situava-se a cerca de 555 km ao sul de Salina Cruz, no México. Devido a uma crista ao norte, a formação seguiu um ritmo constante em direção a oeste-noroeste, e este movimento persistiu até a primeira semana de agosto. Apenas um dia após ser classificado como depressão, houve uma nova intensificação e passou a se chamar "tempestade tropical Guillermo", tornando-se o sétimo ciclone a ser batizado durante a temporada de 1997.
Na tarde de 1º de agosto, começaram a se desenvolver no sistema um centro nublado e denso, uma área de alta de pressão e muitas nuvens espessas, levando o NHC a elevar a sua classificação de tempestade tropical para furacão de categoria 1, a mais baixa na escala de furacões de Saffir-Simpson. Ao longo do dia seguinte, o sistema desenvolveu gradualmente um olho em seu centro denso e nublado, fazendo com que ganhasse ainda mais força. Perante os dados recolhidos durante o evento, acreditou-se que Guillermo tinha tido sua intensidade estabilizada brevemente no dia 2 de agosto; no entanto, com estudos posteriores, o NHC descobriu que ocorreu um período de rápida e constante intensificação. Diferente do que costuma acontecer com a maioria dos furacões no Pacífico Oriental, Guillermo foi investigado por um avião caçador de furacões durante a sua fase de rápida intensificação. A aeronave lançou vários dropsondes na tempestade para coletar dados meteorológicos. Esta missão marcou a primeira vez que aviões desse tipo registraram dados de alta precisão sobre o vento em altitude de voo, muitos metros acima da superfície do oceano, no interior da parede do olho de um grande furacão.
Através de aferições feitas por radar, o tamanho do olho do furacão foi estimado em cerca de 20 km de diâmetro, seguido de um decréscimo de 10 km devido ao fortalecimento do fenômeno. O leve cisalhamento do vento em torno do furacão permitiu que ele se fortalecesse ainda mais. Durante a noite de 2 de agosto, o sistema produziu ventos de 215 km/h, tornando-se uma tempestade de categoria 4. Durante a tarde de 3 de agosto, Guillermo quase alcançou a intensidade de categoria 5 ao atingir seu pico de intensidade até então, com ventos de 250 km/h, juntamente com uma pressão barométrica estimada em 925 mbar (hPa; 27,32 inHg). Mais tarde naquele dia, ocorreu um breve período de enfraquecimento antes de um novo reforço. Na noite de 4 de agosto, Guillermo finalmente intensificou-se ao nível de um furacão de categoria 5, atingindo ventos máximos de 260 km/h.  A análise das informações de satélite durante o evento apontou uma pressão mínima de 921 mbar (hPa; 27,2 inHg), no entanto, estudos pós-tempestade indicaram que era mais provável que o valor da pressão fosse de apenas 919 mbar (hPa; 27,14 inHg).

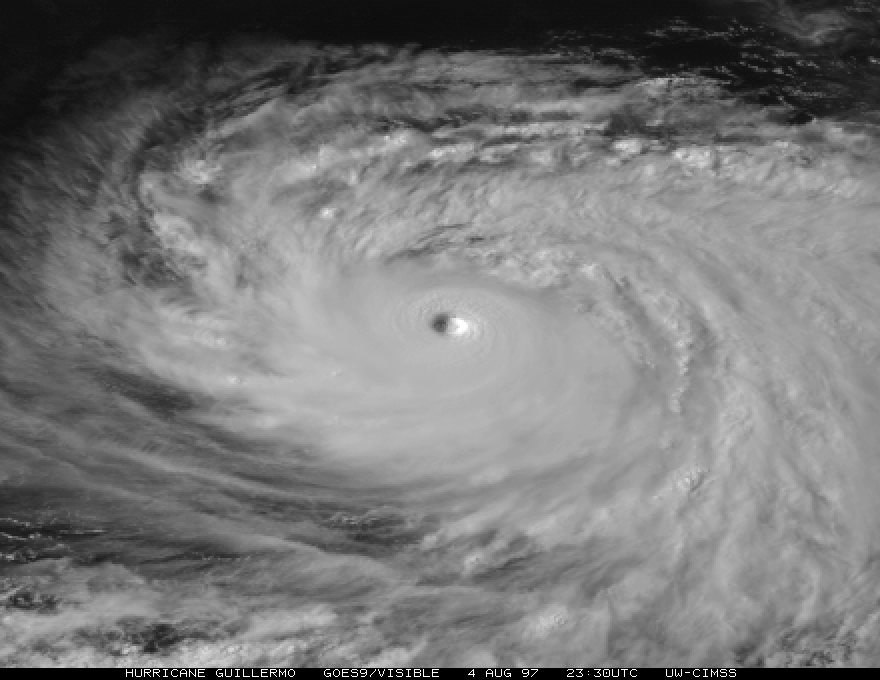
O furacão pouco antes de atingir seu pico de intensidade.

No pico de intensidade, as temperaturas das nuvens no interior da parede do olho foram estimadas em cerca de -79°C. Usando a técnica de Dvorak, um método utilizado para estimar a intensidade de ciclones tropicais, obteve-se o valor de 7,6 para Guillermo. Isto indica que os ventos máximos na superfície podem ter sido extremamente fortes, chegando a 291 km/h. No entanto, este parâmetro não foi utilizado no relatório de intensidade e sim as médias de velocidade em 6 e 12 horas, que indicavam ventos de cerca de 260 km/h. Depois de manter essa intensidade por cerca de 18 horas, o sistema começou a enfraquecer, já que agora se movia num ambiente menos favorável, com ventos de cisalhamento moderados. A temperatura no interior das nuvens da parede do olho também começou a aumentar, o que indica que o furacão estava perdendo intensidade.
Nos dias seguintes, verificou-se um enfraquecimento constante do fenômeno, o que fez com que o sistema fosse rebaixado de seu status de grande furacão em 6 de agosto. Dois dias depois, Guillermo moveu-se sobre águas mais frias, perdeu força e foi reclassificado como tempestade tropical. Neste momento seus ventos sustentados caíram abaixo de 120 km/h. Durante este processo, a tempestade começou a se mover ao longo da borda ocidental da crista, o que fez com que sua direção mudasse de oeste-noroeste para noroeste. Em 9 de agosto, a tempestade cruzou a longitude 140º oeste, o que implica que a partir daí não era mais responsabilidade do NHC e sim do Centro de Furacões do Pacífico Central (em inglês: Central Pacific Hurricane Center, CPHC). Não muito tempo depois de cruzar para a área de supervisão da CPHC, a tempestade se enfraqueceu para uma depressão tropical enquanto se movia sobre águas com temperatura de 24 °C.
Embora a maioria dos ciclones tropicais enfraqueça à medida que sobe de latitude, as águas quentes de 26 °C permitiram que Guillermo voltasse a se intensificar em uma tempestade tropical em 11 de agosto. Aos poucos, o sistema atingiu ventos de 100 km/h antes de sucumbir às águas mais frias mais ao norte. A tempestade enfraqueceu para uma depressão tropical, mais uma vez, em 15 de agosto, já bastante ao norte das ilhas havaianas. Ainda naquele dia, Guillermo se transformou num ciclone extratropical na latitude incomumente elevada de 41,8°N, a cerca de 1 370 km a sul-sudeste da cidade de Unalaska, no Alasca. Nos dias seguintes, os restos do furacão viraram para nordeste em direção à costa do Pacífico da América do Norte. Em 19 de agosto, o sistema percorreu 925 km sobre a ilha de Vancouver, na Colúmbia Britânica, antes de seguir para o sul. Ao longo dos dias seguintes, o sistema estava significativamente mais lento e mudou a rota para o leste. Em 20 de agosto, a umidade dos restos da tempestade tropical Ignacio foi arrastada para a parte oriental da circulação de Guillermo. Em 24 de agosto, o fenômeno foi finalmente absorvido por um sistema extratropical maior enquanto estava situado a cerca de 555 km da costa norte da Califórnia.

## Impacto
| Furacões mais intensos do Pacífico | Furacões mais intensos do Pacífico | Furacões mais intensos do Pacífico | Furacões mais intensos do Pacífico | Furacões mais intensos do Pacífico |
|                                    | Furacão                            | Ano                                | Pressão                            | Pressão                            |
| hPa                                | Furacão                            | Ano                                | inHg                               |                                    |
| ---------------------------------- | ---------------------------------- | ---------------------------------- | ---------------------------------- | ---------------------------------- |
| 1                                  | Patricia                           | 2015                               | 872                                | 25.75                              |
| 2                                  | Linda                              | 1997                               | 902                                | 26.64                              |
| 3                                  | Rick                               | 2009                               | 906                                | 26.76                              |
| 4                                  | Kenna                              | 2002                               | 913                                | 26.96                              |
| 5                                  | Ava                                | 1973                               | 915                                | 27.02                              |
| 5                                  | Ioke                               | 2006                               | 915                                | 27.02                              |
| 7                                  | Marie                              | 2014                               | 918                                | 27.11                              |
| 7                                  | Odile                              | 2014                               | 918                                | 27.11                              |
| 9                                  | Guillermo                          | 1997                               | 919                                | 27.14                              |
| 10                                 | Gilma                              | 1994                               | 920                                | 27.17                              |
| Fonte:                             |                                    |                                    |                                    |                                    |

As ondas de 3,7 metros produzidas pelo furacão Guillermo atingiram diversas praias na costa do Pacífico do México. De Cabo San Lucas a San José del Cabo, a tempestade provocou ressacas no Mar de Cortez que afetaram vários resorts no litoral. Houve inundações de residências costeiras e turistas tiveram que deixar algumas das praias mais populares do Cabo. Dois deles morreram afogados depois de serem arrastados mar adentro.
Graças às previsões precisas, as autoridades da Califórnia conseguiram fechar as zonas balneares e alertar a tempo a população sobre as perigosas correntes de retorno. Guillermo provocou ondas fortes nas praias do sul do estado, com altura média entre 1,8 e 2,4 m, passando de três metros em alguns locais, o que ajudou os 500 surfistas que participavam de uma competição anual em Huntington Beach. De acordo com o Los Angeles Times, algumas ondas atingiram alturas de 4,6 a 5,5 metros. Os salva-vidas locais reportaram mais de 100 salvamentos. O Condado de Orange foi também atingido por ondas variando de 1,8 a 3,7 m. Centenas de pessoas conseguiram ser resgatadas, mas as correntes de retorno foram responsáveis por três feridos e uma morte. Em 5 de agosto, cerca de um quilômetro ao norte do molhe de Huntington Beach, um homem de 19 anos foi arrastado. Seu corpo foi recuperado dias depois. Em 6 de agosto, um adolescente e uma menina ficaram feridos numa praia em Corona Del Mar, enquanto que uma jovem de 18 anos foi arrastada para a terra e enviada para o hospital com ferimentos no pescoço. Em Newport Beach, os salva-vidas fizeram quase 300 salvamentos somente em 5 e 6 de agosto.
Além dos transtornos causados na região costeira, o fenômeno trouxe uma onda de ar quente e úmido para o sul da Califórnia, elevando a temperatura em algumas áreas a um máximo de 43 °C. Entre 15 e 17 de agosto, grandes ondas surgiram no momento em que Guillermo atingia seu pico de intensidade. Elas chegaram na costa leste do Havaí medindo até três metros de altura, mas não provocaram danos.
A pressão central do furacão Guillermo chegou ao valor mínimo de 919 milibares (hPa; 27,14 inHg), tornado-o o segundo mais intenso furacão do Pacífico já registrado até então, atrás apenas do Furacão Ava de 1973. No entanto, mais tarde naquela mesma temporada de 1997, o furacão Linda estabeleceu um novo recorde de intensidade, e nos anos subsequentes os furacões Kenna (2002), Ioke (2006), Rick (2009), Odile (2014), Marie (2014) e Patricia (2015) alcançaram pressões mais baixas que a de Guillermo, deixando-o em nono lugar nessa estatística. Guillermo permanece o mais forte furacão do Pacífico durante o mês de agosto. E como manteve-se organizado durante 16,5 dias, a partir de sua classificação como depressão tropical até sua transição para tempestade extratropical, é a sexta tempestade mais duradoura na bacia.